# Jacob Eriksson
Jacob Eriksson (1 de octubre de 1999) es un ciclista profesional sueco. Desde 2019 corre para el equipo suizo Tudor Pro Cycling Team de categoría UCI ProTeam. Su hermano Lucas, también es ciclista profesional.

## Biografía
En 2016 terminó notablemente como mejor escalador en el Tour de Pays de Vaud y duodécimo en los campeonatos mundiales juveniles (menores de 19 años). Al año siguiente, se convirtió en campeón sueco júnior en ruta. También finalizó sexto en la Carrera de la Paz sub-23, decimotercero en los Campeonatos de Europa y mejor escalador en el Gran Premio Rüebliland.
En 2020 ocupó el segundo lugar en los campeonatos suecos y ganó el título en la categoría sub-23.

## Palmarés
2020
- 2.º en el Campeonato de Suecia en Ruta

2022
- 3.º en el Campeonato de Suecia en Ruta

2024
- Campeonato de Suecia en Ruta

## Equipos
- DESTIL-Parkhotel Valkenburg (2018)
- Team Coop (2019-2021)
- Riwal Cycling Team (2022)
- Tudor Pro Cycling Team (2023-)